# Ки Сон Ён
Ки Сон Ён (кор. 기성용?, 奇誠庸?; 24 января 1989, Кванджу, Республика Корея) — южнокорейский футболист, игрок южнокореиского клуба «Пхохан Стилерс». Выступает на позиции центрального полузащитника.
Защищая цвета национальной сборной с 2008 года, провёл за неё 110 матчей, в которых забил 10 мячей. В составе «азиатских тигров» Ки принял участие в трёх чемпионатах мира (2010, 2014, 2018), двух Олимпийских играх (2008, 2012) и трёх Кубках Азии (2011, 2015, 2019).

## Клубная карьера

### Ранние годы
Ки родился 24 января 1989 года в южнокорейском городе Кванджу. В 2001 году отец Сон Ёна, в молодости бывший футболистом, отправил сына на учёбу в Австралию, веря, что в этой стране юный Ки сможет освоить английский язык и по-настоящему научиться игре в футбол. Сон Ён поступил в колледж со спортивным уклоном «Джон Пол», расположенный в Брисбене, по специальной программе «Brain Soccer Program», которую проводил бывший игрок национальной сборной Уэльса Джефф Хопкинс. Ки быстро проявил свой незаурядный футбольный талант и стал неотъемлемой частью команды по соккеру этого учебного заведения. В 2004 году Сон Ён внёс весомый вклад в победу своего коллектива на Кубке Билла Тёрнера (англ. Bill Turner Cup), проводящегося для 15-летних игроков.
В 2006 году юному хавбеку поступили сразу два предложения о начале профессиональной карьеры — от корейского клуба «Сеул» и представителя высшей австралийской лиги, команды «Брисбен Роар». Ки решил вернутья на родину, ответив согласием первому коллективу. Со времени своего пребывания в Австралии Ки владеет в совершенстве английским языком. Там же за Сон Ёном закрепилось английское имя Дейв (Дэвид), которым его часто называют в Британии.

### «Сеул»
Ки вернулся в Корею, где в «Сеуле» его партнёром стал близкий друг детства Ли Чхон Ён. В клуб Ки позвал главный тренер, турок Шенол Гюнеш, увидевший в юном футболисте большой талант. Впервые в заявке «Сеула» Сон Ён появился в финальном матче Кубка южнокорейской лиги сезона 2006 года, однако на поле так и не вышел.
В 2007 году Ки защищал цвета молодёжной сборной Южной Кореи на мировом первенстве для игроков до 20 лет, где показал не по годам зрелую игру. Наставник английского «Манчестер Юнайтед», Алекс Фергюсон, просматривавший для своей команды на этом турнире новых талантливых игроков, позже сказал, что он «буквально не сводил глаз с корейца» и долго думал, колеблясь между ним и эквадорцем Антонио Валенсией из «Уиган Атлетик», который в итоге и перебрался в стан «красных дьяволов».
С течением сезона 2008 года Ки стал ключевым футболистом «Сеула». 29 октября на 92-й минуте поединка поразив ворота «Сувона», Сон Ён забил победный гол во встрече своей команды с будущим чемпионом страны. Отпраздновал это событие хавбек оригинально, изобразив некие движения, похожие по его последующим заверениям на прыжки кенгуру «в стиле Эммануэля Адебайора». Однако фанаты «Сувона» увидели в действиях Ки имитацию курицы и интерпретировали это, как насмешку над их клубом, вследствие прозвища команды — «Bluewings» (рус. Голубые крылья). По итогам этого футбольного года Сон Ён вместе с «Сеулом» завоевал серебряные медали Кей-лиги, сам молодой футболист провёл в первенстве 21 игру, забил четыре гола.
В первом матче сезона 2009 года Ки забитым голом поучаствовал в крупной победе его команды над «Чоннам Дрэгонз» — 6:1. Весь футбольный год вокруг персоны Сон Ёна ходили спекуляции по поводу его возможного будущего переезда в Европу. Среди потенциальных работодателей Ки назывались нидерландский «ПСВ Эйндховен», немецкий «Гамбург», португальский «Порту» и некоторые другие команды Старого Света.
По итогам 2009 года Ки был признан «Лучшим молодым футболистом Азии».

### «Селтик»
25 августа 2009 года в прессе появились сообщения, что в «Сеул» с целью приобретения Сон Ёна обратился шотландский клуб «Селтик». Тем не менее, агент Ки заявил, что кореец вряд ли согласится на скорый трансфер в Британию, так как на данный момент он хочет помочь «Сеулу» пройти как можно дальше в Лиге азиатских чемпионов, где его команда к тому времени вышла в четвертьфинал. Три дня спустя было объявлено, что «Селтик» приобрёл права на Сон Ёна за 2,1 миллиона фунтов стерлингов, и игрок присоединится к своей новой команде в январе 2010 года.

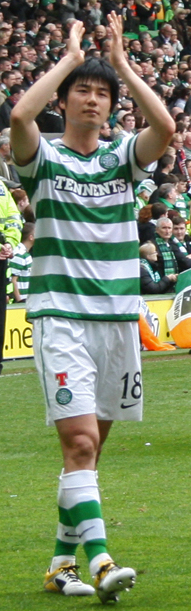
Ки в последнем туре сезона 2010/11

12 декабря этого же года Ки прибыл в Глазго, где успешно прошёл медицинское обследование и затем подписал четырёхлетний контракт с «бело-зелёными», по которому он 1 января 2010 года официально стал игроком «кельтов». В прессе также сообщалось, что Сон Ён предпочёл «Селтик» английскому «Портсмуту», также желавшему заполучить корейца в свои ряды.

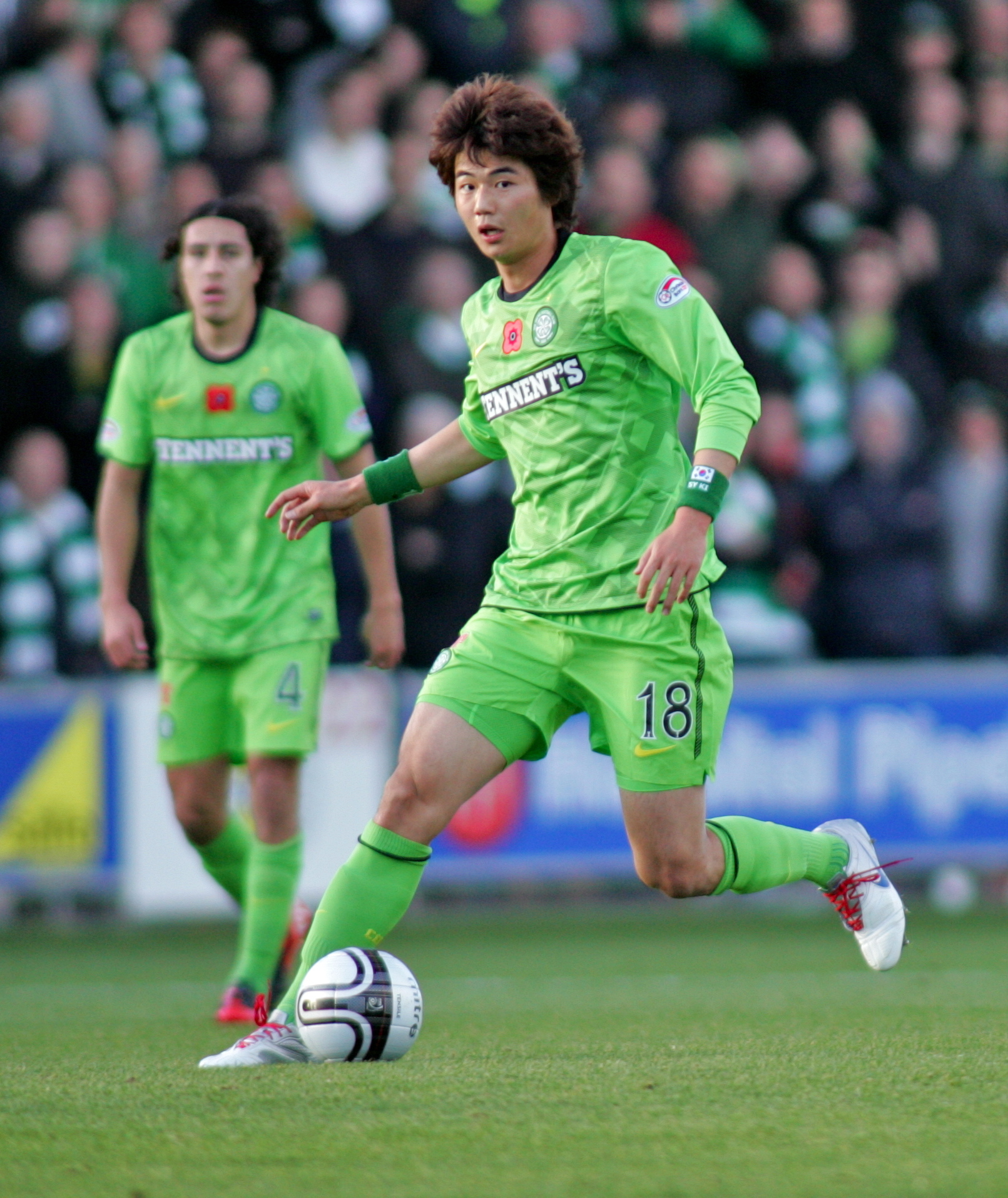
Ки в матче за «Селтик» 14 ноября 2010 года

Дебют Ки в первом составе «бело-зелёных» состоялся 16 января 2010 года в матче национального чемпионата против «Фалкирка». Показав отличную игру в этом поединке, Сон Ён удостоился от болельщиков «кельтов» звания «Лучшего игрока встречи». 22 августа того же года, поразив ворота «Сент-Миррена», Ки открыл счёт своим голам за «Селтик». 9 ноября Ки был удостоен приза «Молодой игрок октября шотландской Премьер-лиги». В том же сезоне кореец стал стержневым игроком полузащиты «Селтика», регулярно появляясь в основном составе «бело-зелёных». 27 ноября и 26 декабря Сон Ён забил ещё два гола в шотландской Премьер-лиге в ворота «Инвернесс Каледониан Тисл» и «Сент-Джонстона», соответственно. 21 мая 2011 года Ки поучаствовал в финальной игре Кубка страны, в которой «кельты» оказались сильнее своих оппонентов из «Мотеруэлла» — 3:0. Сон Ён открыл счёт в этом матче на 32-й минуте, нанеся точный результативный удар с 25 метров. По итогам встречи кореец был признан лучшим игроком поединка.
Кампанию сезона 2011/12 хавбек начал с мяча в ворота «Хиберниана». 13 августа Ки удался красивый гол в матче против «Данди Юнайтед» — прорвавшись к самому краю штрафной площадки «арабов», полузащитник затем нанёс точный удар в дальнюю от себя «девятку» ворот. 15 августа в британской прессе появились сообщения, что возможностью подписания Сон Ёна интересуются английские «Блэкберн Роверс», «Тоттенхэм Хотспур» и два неназванных российских клуба. На следующий день представители «Селтика» отвергли все домыслы относительно трансфера Ки, заявив, что кореец является «одной из ключевых фигур в команде». 10 сентября Сон Ён забил свой третий гол в сезоне, отличившись в матче с «Мотеруэллом». Через 19 дней реализованный Ки пенальти принёс «Селтику» ничью 1:1 в поединке Лиги Европы против итальянского «Удинезе». До конца футбольного года кореец забил ещё три гола — в ворота «Абердина», «Сент-Джонстона» и «Хиберниана». Всего в сезоне 2011/12 Сон Ён провёл 42 матча, в которых отличался семью точными результативными ударами и шестью голевыми передачами на партнёров. Тем самым он весомо помог «кельтам» стать чемпионами по итогам футбольного года. В межсезонье вокруг Ки вновь возникли разговоры о продолжении его карьеры вне «Селтика». В частности, потенциальными новыми работодателями корейца назывались немецкие «Байер 04», «Вердер», дортмундская «Боруссия», английские «Ливерпуль», «Астон Вилла», «Куинз Парк Рейнджерс» и российский «Рубин».

### «Суонси Сити»

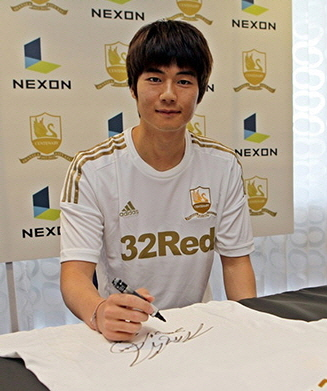
Ки даёт автограф (30 декабря 2012)

24 августа 2012 года Ки всё же покинул Глазго, подписав трёхлетний контракт с командой английской Премьер-лиги «Суонси Сити». Трансфер Ки стал рекордным по сумме в истории «лебедей», но конкретная сумма не озвучивалась. Примечательно, что уже через неделю данный рекорд был побит покупкой испанца Пабло Эрнандеса. 28 августа Сон Ён дебютировал в официальном матче за «Суонси», отыграв 76 минут поединка Кубка английской лиги с «Барнсли».
Ки наслаждался многообещающим дебютным сезоном в Премьер-лиге. Хотя он стал меньше забивать по сравнению с периодом в «Селтике», его хорошие пасы были удостоены похвалы со стороны болельщиков и критиков, он закончил сезон с 38 матчами во всех соревнованиях. 24 февраля 2013 года «Суонси Сити» выступал в финале Кубка Лиги. В финале Ки играл больше часа в непривычном амплуа опорного полузащитника. Смена тактики оказалась успешной, «Суонси» одержал уверенную победу со счётом 5:0 над «Брэдфорд Сити», а Ки выиграл свой первый трофей с валлийским клубом.

### Аренда в «Сандерленд»

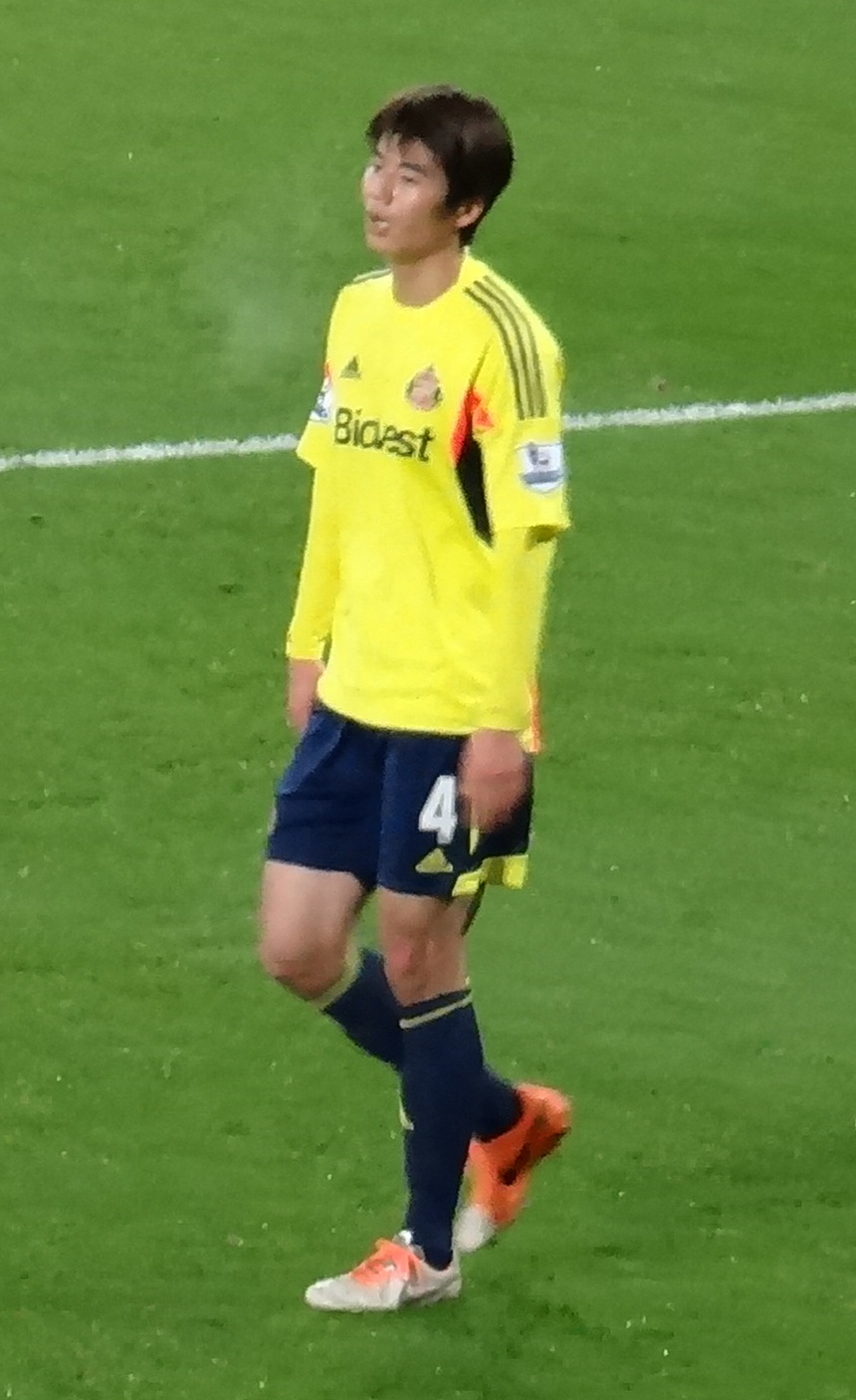
Ки в матче против «Кардифф Сити» 28 декабря 2013 года

31 августа 2013 года Ки присоединился к «Сандерленду» на правах сезонной аренды с опцией возможного возврата в середине сезона. Он забил свой первый гол за «Сандерленд» 17 декабря 2013 года в четвертьфинале Кубка Лиги в ворота «Челси», Ки прошёл Эшли Коула и пробил низом мимо вратаря Марка Шварцера на 119-й минуте, таким образом «Сандерленд» выиграл со счётом 2:1. 26 декабря он забил свой второй гол за «Сандерленд», принеся победу с минимальным счётом над «Эвертоном». Вратарь мерсисайдцев Тим Ховард отдал короткую передачу Леону Осману, у которого и отобрал мяч Ки. Ховард сбил Ки в штрафной и был удалён с поля, сам пострадавший и реализовал пенальти. Это был первый гол Ки в Премьер-лиге. Третий гол за «Сандерленд» Ки забил на выезде в матче с «Фулхэмом» с передачи Адама Джонсона, его команда выиграла со счётом 4:1.
22 января 2014 года Ки дошёл до своего второго подряд финала Кубка Лиги, уже с другим клубом, он помог «Сандерленду» нанести поражение «Манчестер Юнайтед» в серии пенальти со счётом 2:1 после ничьи в двухматчевом полуфинале; кроме Ки в серии одиннадцатиметровых забил Маркос Алонсо. Ки играл за «Сандерленд» против «Манчестер Сити» в финале Кубка Лиги 2 марта 2014 года, но, несмотря на преимущество в один гол после первого тайма, во второй половине «Сити» сумел отыграться, выиграв в конечном итоге со счётом 3:1.

### Возвращение в «Суонси»
Ки вернулся в «Суонси» до начала сезона 2014/15 и забил первый гол в чемпионате в матче против «Манчестер Юнайтед» на «Олд Траффорд», его команда победила именитых соперников со счётом 2:1. За пару дней до начала сезона Ки заявил: «Это мой третий сезон в Премьер-лиге, и я хочу расти как игрок и совершенствоваться, чтобы помочь команде». 28 августа он подписал новый контракт, который рассчитан до 2018 года. Под руководством нового тренера Гарри Монка Ки закрепился в основном составе и к концу декабря все матчи Премьер-лиги начал с первых минут. Ки не играл за «Суонси» в течение января 2015 года, когда он был в отъезде со сборной Южной Кореи на Кубке Азии. По возвращении в феврале он забил гол в ворота «Сандерленда» и помог команде сыграть вничью 1:1. «Суонси» проиграл следующий матч «Вест Бромвичу» со счётом 2:0, но через десять дней клуб одержал вторую в сезоне победу над «Манчестер Юнайтед». Ки сравнял счёт, а затем его команда забила снова и победила (2:1). 8 мая 2016 года Ки забил гол в матче с «Вест Хэмом» и получил хорошую оценку в прессе.

### «Ньюкасл Юнайтед»
29 июня 2018 года Ки подписал двухлетний контракт с «Ньюкасл Юнайтед». Тренер Рафаэль Бенитес выпустил Ки 26 августа в матче против «Челси» и в следующем туре против «Манчестер Сити», в обоих матчах «Ньюкасл» проиграл со счётом 2:1. Затем Бенитес не выпускал Ки на следующие пять игр, ссылаясь на «недостаточную мобильность» игрока. 3 ноября Ки вышел на замену вместо травмированного Джонджо Шелви и помог «Ньюкасл Юнайтед» завоевать свою первую победу в сезоне в матче с «Уотфордом» и избежать зоны вылета. Ки отдал голевую передачу со штрафного на Айосе Переса, этот гол стал единственным в матче. Из-за участия в Кубке Азии 2019 Ки вернулся в свой клуб с лагеря сборной в конце января 2019 года с травмой ахилла. Тем временем его место на поле занял Шон Лонгстафф. Ки стал реже появляться на поле: он вышел в основе в шести из 11 оставшихся игр лиги и сыграл только два полных матча.
Несмотря на то, что «Ньюкасл» обеспечил сохранение места в Премьер-лиге, Бенитес отказался продлевать свой контракт, и его заменил Стив Брюс. При Брюсе у Ки было очень мало игровой практики: в сезоне 2019/20 он сыграл всего три матча в лиге, на два из которых вышел со скамейки запасных. Вплоть до января Ки редко появлялся в заявках на матчи, кроме того ситуацию осложнила болезнь и ушиб, полученный на тренировке в декабре. Его последний матч за «Ньюкасл» состоялся в рамках Кубка Англии против «Рочдейла» 4 января 2020 года, закончился ничьей 1:1. 31 января 2020 года «Ньюкасл» подтвердил, что Ки покинул клуб по согласию сторон.

### «Мальорка»
25 февраля 2020 года Ки присоединился к «Мальорке» на оставшуюся часть сезона, балеарский клуб боролся за выживание в высшей лиге. Он дебютировал в Ла Лиге 7 марта, заменив Такэфусу Кубо на последние 15 минут матча против «Эйбара» (победа 2:1). Ки стал первым корейским футболистом в истории «Мальорки». Однако его карьера в Испании была омрачена пандемией COVID-19: Ла Лига была приостановлена на три месяца, игры возобновились в начале июня, а Ки не смог тренироваться со своим товарищами по команде из-за травмы лодыжки. Он покинул «Мальорку» за пять дней до истечения срока контракта, сыграв за клуб всего один матч.

### Возвращение в «Сеул»
Проведя 11 лет в Европе, Ки согласился вернуться в «Сеул» и 21 июля 2020 года подписал контракт до 2023 года. Сообщалось, что Ки и «Сеул» уже вели переговоры в январе того же года о возможном возвращении в Южную Корею после того, как полузащитник расторг контракт с «Ньюкаслом», но переговоры прекратились, поскольку Ки обвинил «Сеул» в недобросовестности. На момент его подписания клуб занимал предпоследнее место в турнирной таблице в середине сезона 2020 года.
30 августа 2020 года он вышел на замену в выездном матче с лидером лиги «Ульсан Хёндэ», его команда проиграла со счётом 3:0. Временный тренер Ким Хо Ён вначале давал Ки меньше игровой практики, чтобы восстановить его физическую форму. Он выходил со скамейки запасных в следующих трёх играх, он обеспечил большую стабильность в полузащите «Сеула». Однако 16 сентября в матче с «Инчхон Юнайтед» (поражение 1:0) Ки получил травму подколенного сухожилия.
После того, как «Сеулу» в конечном итоге удалось остаться в высшем дивизионе, Ки был назначен капитаном своего клуба на сезон 2021 года. Он хорошо начал новый сезон, внеся большой вклад в четыре победы «Сеула» в первых шести играх. Он забил решающие голы в трёх играх подряд. 12 апреля он был признан лучшим игроком марта по версии EA Sports.
После прихода на тренерский пост Ким Ги Дона в 2024 году Ки потерял место в основе. В 2025 году он принял участие лишь в восьми из 20 матчей «Сеула», в итоге Ки принял решение сменить клуб. Болельщики «Сеула» негативно отреагировали на уход Ки и требовали отставки тренера.

### «Пхохан Стилерс»
В начале июля 2025 года Ки подписал контракт с «Пхохан Стилерс».

### Клубная статистика
| Клуб                       | Сезон                      | Чемпионат | Чемпионат | Кубок | Кубок | Кубок Лиги | Кубок Лиги | Международные кубки | Международные кубки | Итого | Итого |
| Клуб                       | Сезон                      | Игры      | Голы      | Игры  | Голы  | Игры       | Голы       | Игры                | Голы                | Игры  | Голы  |
| -------------------------- | -------------------------- | --------- | --------- | ----- | ----- | ---------- | ---------- | ------------------- | ------------------- | ----- | ----- |
| Сеул                       | 2007                       | 16        | 0         | 3     | 0     | 6          | 0          | —                   | —                   | 25    | 0     |
| Сеул                       | 2008                       | 21        | 4         | 1     | 0     | 6          | 0          | —                   | —                   | 28    | 4     |
| Сеул                       | 2009                       | 27        | 3         | 1     | 0     | 4          | 1          | 8                   | 1                   | 38    | 5     |
| Всего за «Сеул»            | Всего за «Сеул»            | 64        | 7         | 5     | 0     | 16         | 1          | 8                   | 1                   | 93    | 9     |
| Селтик                     | 2009/10                    | 10        | 0         | —     | —     | —          | —          | —                   | —                   | 10    | 0     |
| Селтик                     | 2010/11                    | 26        | 3         | 4     | 1     | 3          | 0          | 2                   | 0                   | 35    | 4     |
| Селтик                     | 2011/12                    | 30        | 6         | 2     | 0     | 3          | 0          | 7                   | 1                   | 42    | 7     |
| Всего за «Селтик»          | Всего за «Селтик»          | 66        | 9         | 6     | 1     | 6          | 0          | 9                   | 1                   | 87    | 11    |
| Суонси Сити                | 2012/13                    | 29        | 0         | 2     | 0     | 7          | 0          | —                   | —                   | 38    | 0     |
| Суонси Сити                | 2013/14                    | 1         | 0         | 0     | 0     | 0          | 0          | 2                   | 0                   | 3     | 0     |
| Суонси Сити                | 2014/15                    | 33        | 8         | 0     | 0     | 1          | 0          | —                   | —                   | 34    | !8    |
| Суонси Сити                | 2015/16                    | 29        | 2         | 0     | 0     | 2          | 0          | —                   | —                   | 31    | 2     |
| Суонси Сити                | 2016/17                    | 23        | 0         | 1     | 0     | 1          | 0          | —                   | —                   | 25    | 0     |
| Суонси Сити                | 2017/18                    | 25        | 2         | 6     | 0     | 1          | 0          | —                   | —                   | 32    | 2     |
| Всего за «Суонси Сити»     | Всего за «Суонси Сити»     | 139       | 12        | 9     | 0     | 12         | 0          | 2                   | 0                   | 162   | 12    |
| → Сандерленд               | 2013/14                    | 27        | 3         | 1     | 0     | 6          | 1          | —                   | —                   | 34    | 4     |
| Всего за «Сандерленд»      | Всего за «Сандерленд»      | 27        | 3         | 1     | 0     | 6          | 1          | —                   | —                   | 34    | 4     |
| Ньюкасл Юнайтед            | 2018/19                    | 18        | 0         | 0     | 0     | 1          | 0          | —                   | —                   | 19    | 0     |
| Ньюкасл Юнайтед            | 2019/20                    | 3         | 0         | 1     | 0     | 0          | 0          | —                   | —                   | 4     | 0     |
| Всего за «Ньюкасл Юнайтед» | Всего за «Ньюкасл Юнайтед» | 21        | 0         | 1     | 0     | 1          | 0          | —                   | —                   | 23    | 0     |
| Мальорка                   | 2019/20                    | 1         | 0         | 0     | 0     | 0          | 0          | —                   | —                   | 1     | 0     |
| Всего за «Мальорку»        | Всего за «Мальорку»        | 1         | 0         | 0     | 0     | —          | —          | —                   | —                   | 1     | 0     |
| Сеул                       | 2020                       | 5         | 0         | 0     | 0     | 0          | 0          | —                   | —                   | 5     | 0     |
| Сеул                       | 2021                       | 35        | 3         | 0     | 0     | 0          | 0          | —                   | —                   | 35    | 3     |
| Сеул                       | 2022                       | 35        | 0         | 4     | 1     | 0          | 0          | —                   | —                   | 39    | 1     |
| Сеул                       | 2023                       | 35        | 2         | 0     | 0     | 0          | 0          | —                   | —                   | 35    | 2     |
| Сеул                       | 2024                       | 20        | 2         | 0     | 0     | 0          | 0          | —                   | —                   | 20    | 2     |
| Сеул                       | 2025                       | 8         | 0         | 0     | 0     | 0          | 0          | —                   | —                   | 8     | 0     |
| Всего за «Сеул»            | Всего за «Сеул»            | 138       | 7         | 4     | 1     | 0          | 0          | 0                   | 0                   | 142   | 8     |
| Пхохан Стилерс             | 2025                       | 0         | 0         | 0     | 0     | 0          | 0          | —                   | —                   | 0     | 0     |
| Всего за «Пхохан Стилерс»  | Всего за «Пхохан Стилерс»  | 0         | 0         | 0     | 0     | —          | —          | —                   | —                   | 0     | 0     |
| Всего за карьеру           | Всего за карьеру           | 452       | 38        | 26    | 2     | 41         | 2          | 19                  | 2                   | 538   | 44    |

(откорректировано по состоянию на 4 июля 2025 года)

## Сборная Республики Корея

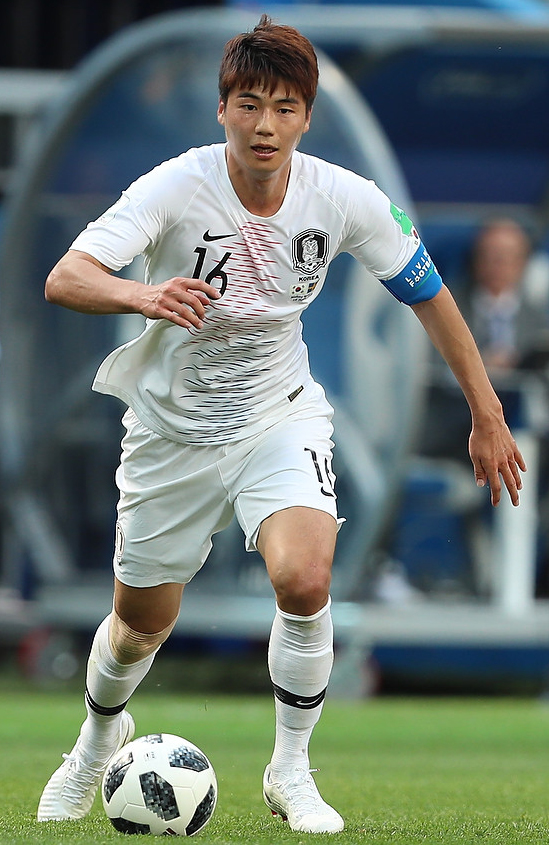
Ки в матче против Швеции на чемпионате мира 2018 года

С 2006 года Ки защищает цвета различных молодёжных сборных Республики Корея, участник чемпионата мира 2007 года среди молодёжных команд в Канаде.
19 ноября 2007 года в ответ на критику со стороны корейских болельщиков после нулевой ничьи молодёжной сборной в матче с Узбекистаном Ки на своей странице в соцсети «Cyworld» написал: «Если вы разочарованы, почему бы вам самим не выйти и не сыграть?». Ки удалил свой пост после того, как был раскритикован за данное высказывание.
5 сентября 2008 года Сон Ён дебютировал в первой национальной команде, сыграв в отборочном матче к чемпионату мира 2010 года со сборной Иордании.
5 мая 2010 года Ки попал в расширенный список южнокорейских футболистов, которые боролись между собой за право играть на мундиале 2010. 1 июня 2010 года Сон Ён был утвержден в числе двадцати трёх игроков, едущих в ЮАР на чемпионат мира, защищать цвета своей страны. В стартовом поединке своей команды на мундиале против греков Ки вышел в стартовом составе «азиатских тигров» и уже на 7-й минуте матча точной передачей со штрафного удара нашёл своего партнёра по команде, Ли Чхон Су, который и открыл счёт в этой встрече. Впоследствии Сон Ён был заменён на 74-й минуте, сама игра закончилась со счётом 2:0 в пользу сборной Кореи. В заключительном матче на групповом этапе «азиатские тигры» сыграли вничью 2:2 с Нигерией. В одном из голов корейцев вновь сработала связка Ки и Ли Чхон Су — первый навесил со штрафного, второй замкнул передачу партнёра точным ударом. На мундиале «азиатские тигры» вышли в 1/8 финала, где проиграли Уругваю 1:2. Сам Ки провёл на турнире все четыре игры своей команды.
25 января 2011 года Сон Ён во время полуфинального матча Кубка Азии 2011 против Японии забил первый гол во встрече, поразив ворота с одиннадцатиметровой отметки. При праздновании этого события кореец перед камерой продемонстрировал гримасу обезьяны, сопроводив этот жест почёсыванием щеки. Данные действия оппонентами «азиатских тигров» были квалифицированы, как «насмешка над народом „Страны восходящего солнца“». В своём «Твиттере» Сон Ён прокомментировал свой поступок, сказав, что сделал это после того, как увидел на трибунах военные флаги Японии времён Второй мировой войны, которые в стране Ки отождествляются с оккупацией 1910—1945 годов. Позднее Ки поменял своё объяснение и рассказал, что «обезьяний жест» был продемонстрирован им, как знак протеста против расистских выходок болельщиков на трибунах шотландской Премьер-лиги. Однако, глава специального комитета по подобным инцидентам «Show Racism the Red Card» Гид Грибби выразил скептицизм по отношению к данным заявлениям полузащитника. Позднее директор Кубка Азии Токуки Судзуки заявил, что инцидент исчерпан, и к корейцу не будет применено никаких санкций. В конце того же года Ки был признан «Игроком года по версии Корейской Футбольной Ассоциации».
Летом 2012 года Сон Ён принял участие в Олимпийском футбольном турнире, проходившем в Великобритании. В четвертьфинале корейцы благодаря решающему удару Ки в серии послематчевых пенальти победили сборную хозяев турнира. Сон Ён на турнире сыграл без замен все шесть матчей своей сборной и завоевал с ней бронзовые медали.
Летом 2013 года появилась новость, что Ки ранее оскорбил тренера сборной Чхве Ган Хый на своей странице в «Facebook» до и после матча против Кувейта в феврале 2012 года. Ки писал: «Теперь все должны осознать важность игроков, которые играют за рубежом. [Он] должен был оставить нас в покое, в противном случае, [ему] будет больно». Ки позже извинился за свои «хулиганские и неуместные ремарки», также футбольную ассоциацию посетил с извинениями его отец.
Ки был включён в состав сборной на чемпионат мира по футболу 2014. Он сыграл все три матча группового этапа, после чего команда покинула турнир (одна ничья, два поражения).
В январе 2015 года Ки представлял Республику Корея на Кубке Азии, он помог своей команде выйти в финал, где корейцы встретились с хозяевами, Австралией. Ки отдал голевую передачу на Сон Хын Мина, который сравнял счёт 1:1 и перевёл игру в экстра-тайм, где австралийцы забили снова и выиграли со счётом 2:1.
Ки был капитаном сборной Южной Кореи на чемпионате мира 2018 года и сыграл первые два матча, а затем пропустил последний матч группового этапа против Германии из-за травмы левой голени, полученной в игре против Мексики. Вместо него капитаном стал Сон Хын Мин.
Ки объявил об уходе со сборной после игры своей команды против Филиппин на Кубке Азии 2019 года. Южная Корея выиграла матч со счётом 1:0, однако Ки был заменён в середине игры из-за травмы подколенного сухожилия.

### Матчи и голы за сборную Республики Корея
| Матчи и голы Ки за сборную Республики Корея | Матчи и голы Ки за сборную Республики Корея | Матчи и голы Ки за сборную Республики Корея                          | Матчи и голы Ки за сборную Республики Корея | Матчи и голы Ки за сборную Республики Корея | Матчи и голы Ки за сборную Республики Корея | Матчи и голы Ки за сборную Республики Корея                       |
| №                                           | Дата                                        | Место                                                                | Оппонент                                    | Счёт                                        | Голы Ки                                     | Соревнование                                                      |
| ------------------------------------------- | ------------------------------------------- | -------------------------------------------------------------------- | ------------------------------------------- | ------------------------------------------- | ------------------------------------------- | ----------------------------------------------------------------- |
| 1                                           | 7 сентября 2008                             | «Сеул Уорлд Кап Стэдиум», Сеул, Республика Корея                     | Иордания                                    | 1:0                                         | —                                           | Отборочный матч чемпионата мира по футболу 2010                   |
| 2                                           | 10 сентября 2008                            | «Хункоу», Шанхай, Китай                                              | КНДР                                        | 1:1                                         | 1                                           | Отборочный матч чемпионата мира по футболу 2010                   |
| 3                                           | 11 октября 2008                             | «Сувон Уорлд Кап Стэдиум», Сувон, Южная Корея                        | Узбекистан                                  | 3:0                                         | 1                                           | Товарищеский матч                                                 |
| 4                                           | 15 октября 2008                             | «Сеул Уорлд Кап Стэдиум», Сеул, Южная Корея                          | ОАЭ                                         | 4:1                                         | —                                           | Отборочный матч чемпионата мира по футболу 2010                   |
| 5                                           | 14 ноября 2008                              | «Яссим ибн Хаммад», Доха, Катар                                      | Катар                                       | 1:1                                         | —                                           | Товарищеский матч                                                 |
| 6                                           | 19 ноября 2008                              | Международный стадион имени Короля Фахда, Эр-Рияд, Саудовская Аравия | Саудовская Аравия                           | 2:0                                         | —                                           | Отборочный матч чемпионата мира по футболу 2010                   |
| 7                                           | 1 февраля 2009                              | «Мактум ибн Рашид Аль Мактум», Дубай, ОАЭ                            | Сирия                                       | 1:1                                         | —                                           | Товарищеский матч                                                 |
| 8                                           | 11 февраля 2009                             | «Азади», Тегеран, Иран                                               | Иран                                        | 1:1                                         | —                                           | Отборочный матч чемпионата мира по футболу 2010                   |
| 9                                           | 28 марта 2009                               | «Сувон Уорлд Кап Стэдиум», Сувон, Южная Корея                        | Иран                                        | 2:1                                         | —                                           | Товарищеский матч                                                 |
| 10                                          | 1 апреля 2009                               | «Сеул Уорлд Кап Стэдиум», Сеул, Южная Корея                          | Северная Корея                              | 1:0                                         | —                                           | Отборочный матч чемпионата мира по футболу 2010                   |
|                                             | 2 июня 2009                                 | «Забэл Стэдиум», Дубай, ОАЭ                                          | Оман                                        | 0:0                                         | —                                           | Товарищеский матч                                                 |
| 11                                          | 6 июня 2009                                 | «Аль-Джазира Мохаммед ибн Зайд», Абу-Даби, ОАЭ                       | ОАЭ                                         | 2:0                                         | 1                                           | Отборочный матч чемпионата мира по футболу 2010                   |
| 12                                          | 10 июня 2009                                | «Сеул Уорлд Кап Стэдиум», Сеул, Южная Корея                          | Саудовская Аравия                           | 0:0                                         | —                                           | Отборочный матч чемпионата мира по футболу 2010                   |
| 13                                          | 17 июня 2009                                | «Сеул Уорлд Кап Стэдиум», Сеул, Южная Корея                          | Иран                                        | 1:1                                         | —                                           | Отборочный матч чемпионата мира по футболу 2010                   |
| 14                                          | 12 августа 2009                             | «Сеул Уорлд Кап Стэдиум», Сеул, Южная Корея                          | Парагвай                                    | 1:0                                         | —                                           | Товарищеский матч                                                 |
| 15                                          | 5 сентября 2009                             | «Сеул Уорлд Кап Стэдиум», Сеул, Южная Корея                          | Австралия                                   | 3:1                                         | —                                           | Товарищеский матч                                                 |
| 16                                          | 14 октября 2009                             | «Сеул Уорлд Кап Стэдиум», Сеул, Южная Корея                          | Сенегал                                     | 3:1                                         | 1                                           | Товарищеский матч                                                 |
| 17                                          | 14 ноября 2009                              | «Блу Уотер Арена», Эсбьерг, Дания                                    | Дания                                       | 0:0                                         | —                                           | Товарищеский матч                                                 |
| 18                                          | 3 марта 2010                                | «Лофтус Роуд», Лондон, Англия                                        | Кот-д’Ивуар                                 | 2:0                                         | —                                           | Товарищеский матч                                                 |
| 19                                          | 16 мая 2010                                 | «Сеул Уорлд Кап Стэдиум», Сеул, Южная Корея                          | Эквадор                                     | 2:0                                         | —                                           | Товарищеский матч                                                 |
| 20                                          | 24 мая 2010                                 | «Саитама 2002», Саитама, Япония                                      | Япония                                      | 2:0                                         | —                                           | Товарищеский матч                                                 |
| 21                                          | 30 мая 2010                                 | «Куфштайн Арена», Куфштайн, Австрия                                  | Беларусь                                    | 0:1                                         | —                                           | Товарищеский матч                                                 |
| 22                                          | 3 июня 2010                                 | «Тиволи Ной», Инсбрук, Австрия                                       | Испания                                     | 0:1                                         | —                                           | Товарищеский матч                                                 |
| 23                                          | 12 июня 2010                                | «Нельсон Мандела Бэй», Порт-Элизабет, ЮАР                            | Греция                                      | 2:0                                         | —                                           | Чемпионат мира по футболу 2010 (финальные игры, групповой этап)   |
| 24                                          | 17 июня 2010                                | «Соккер Сити», Йоханнесбург, ЮАР                                     | Аргентина                                   | 1:4                                         | —                                           | Чемпионат мира по футболу 2010 (финальные игры, групповой этап)   |
| 25                                          | 22 июня 2010                                | «Мозес Мабида», Дурбан, ЮАР                                          | Нигерия                                     | 2:2                                         | —                                           | Чемпионат мира по футболу 2010 (финальные игры, групповой этап)   |
| 26                                          | 26 июня 2010                                | «Нельсон Мандела Бэй», Порт-Элизабет, ЮАР                            | Уругвай                                     | 1:2                                         | —                                           | Чемпионат мира по футболу 2010 (финальные игры, 1/8 финала)       |
| 27                                          | 11 августа 2010                             | «Сувон Уорлд Кап Стэдиум», Сувон, Южная Корея                        | Нигерия                                     | 2:1                                         | —                                           | Товарищеский матч                                                 |
| 28                                          | 7 сентября 2010                             | «Сеул Уорлд Кап Стэдиум», Сеул, Южная Корея                          | Иран                                        | 0:1                                         | —                                           | Товарищеский матч                                                 |
| 29                                          | 12 октября 2010                             | «Сеул Уорлд Кап Стэдиум», Сеул, Южная Корея                          | Япония                                      | 0:0                                         | —                                           | Товарищеский матч                                                 |
| 30                                          | 30 декабря 2010                             | «Бани Яс», Абу-Даби, ОАЭ                                             | Сирия                                       | 1:0                                         | —                                           | Товарищеский матч                                                 |
| 31                                          | 10 января 2011                              | «Аль Гарафа», Доха, Катар                                            | Бахрейн                                     | 2:1                                         | —                                           | Кубок Азии по футболу 2011 (финальные игры, групповой этап)       |
| 32                                          | 14 января 2011                              | «Аль Гарафа», Доха, Катар                                            | Австралия                                   | 1:1                                         | —                                           | Кубок Азии по футболу 2011 (финальные игры, групповой этап)       |
| 33                                          | 18 января 2011                              | «Аль Гарафа», Доха, Катар                                            | Индия                                       | 4:1                                         | —                                           | Кубок Азии по футболу 2011 (финальные игры, групповой этап)       |
| 34                                          | 22 января 2011                              | «Катар СК», Доха, Катар                                              | Иран                                        | 1:0 (д.в.)                                  | —                                           | Кубок Азии по футболу 2011 (финальные игры, 1/4 финала)           |
| 35                                          | 25 января 2011                              | «Халифа», Доха, Катар                                                | Япония                                      | 2:2 (д.в.)                                  | 1                                           | Кубок Азии по футболу 2011 (финальные игры, 1/2 финала)           |
| 36                                          | 28 января 2011                              | Стадион имени шейха Джассима бин Хамада, Доха, Катар                 | Узбекистан                                  | 3:2                                         | —                                           | Кубок Азии по футболу 2011 (финальные игры, матч за третье место) |
| 37                                          | 9 февраля 2011                              | «Хусейн Авни Акер», Трабзон, Турция                                  | Турция                                      | 0:0                                         | —                                           | Товарищеский матч                                                 |
| 38                                          | 25 марта 2011                               | «Сеул Уорлд Кап Стэдиум», Сеул, Южная Корея                          | Гондурас                                    | 4:0                                         | —                                           | Товарищеский матч                                                 |
| 39                                          | 3 июня 2011                                 | «Сеул Уорлд Кап Стэдиум», Сеул, Южная Корея                          | Сербия                                      | 2:0                                         | —                                           | Товарищеский матч                                                 |
| 40                                          | 7 июня 2011                                 | «Чонджу Уорлд Кап Стэдиум», Чонджу (Республика Корея)                | Гана                                        | 2:1                                         | —                                           | Товарищеский матч                                                 |
| 41                                          | 10 августа 2011                             | «Саппоро Доум», Саппоро, Япония                                      | Япония                                      | 0:3                                         | —                                           | Товарищеский матч                                                 |
| 42                                          | 2 сентября 2011                             | «Коян», Коян, Южная Корея                                            | Ливан                                       | 6:0                                         | —                                           | Отборочный матч чемпионата мира по футболу 2014                   |
| 43                                          | 6 сентября 2011                             | «Аль-Садака Валсалам», Кувейт, Кувейт                                | Кувейт                                      | 1:1                                         | —                                           | Отборочный матч чемпионата мира по футболу 2014                   |
|                                             | 7 октября 2011                              | «Сеул Уорлд Кап Стэдиум», Сеул, Южная Корея                          | Польша                                      | 2:2                                         | —                                           | Товарищеский матч                                                 |
| 44                                          | 11 октября 2011                             | «Сувон Уорлд Кап Стэдиум», Сувон, Южная Корея                        | ОАЭ                                         | 2:1                                         | —                                           | Отборочный матч чемпионата мира по футболу 2014                   |
| 45                                          | 29 февраля 2012                             | «Сеул Уорлд Кап Стэдиум», Сеул, Южная Корея                          | Кувейт                                      | 2:0                                         | —                                           | Отборочный матч чемпионата мира по футболу 2014                   |
| 46                                          | 8 июня 2012                                 | Стадион имени шейха Джассима бин Хамада, Доха, Катар                 | Катар                                       | 4:1                                         | —                                           | Отборочный матч чемпионата мира по футболу 2014                   |
| 47                                          | 12 июня 2012                                | «Коян», Коян, Южная Корея                                            | Ливан                                       | 3:0                                         | —                                           | Отборочный матч чемпионата мира по футболу 2014                   |
| 48                                          | 11 сентября 2012                            | «Пахтакор», Ташкент, Узбекистан                                      | Узбекистан                                  | 2:2                                         | —                                           | Отборочный матч чемпионата мира по футболу 2014                   |
| 49                                          | 16 октября 2012                             | «Азади», Тегеран, Иран                                               | Иран                                        | 0:1                                         | —                                           | Отборочный матч чемпионата мира по футболу 2014                   |
| 50                                          | 6 февраля 2013                              | «Крейвен Коттедж», Лондон, Англия                                    | Хорватия                                    | 0:4                                         | —                                           | Товарищеский матч                                                 |
| 51                                          | 26 марта 2013                               | «Сеул Уорлд Кап Стэдиум», Сеул, Республика Корея                     | Катар                                       | 2:1                                         | —                                           | Отборочный матч чемпионата мира по футболу 2014                   |
| 52                                          | 12 октября 2013                             | «Сеул Уорлд Кап Стэдиум», Сеул, Республика Корея                     | Бразилия                                    | 0:2                                         | —                                           | Товарищеский матч                                                 |
| 53                                          | 15 октября 2013                             | «Чхонан Стэдиум», Чхонан, Республика Корея                           | Мали                                        | 3:1                                         | —                                           | Товарищеский матч                                                 |
| 54                                          | 15 ноября 2013                              | «Сеул Уорлд Кап Стэдиум», Сеул, Республика Корея                     | Швейцария                                   | 2:1                                         | —                                           | Товарищеский матч                                                 |
| 55                                          | 19 ноября 2013                              | «Забэл Стэдиум», Дубай, ОАЭ                                          | Россия                                      | 1:2                                         | —                                           | Товарищеский матч                                                 |
| 56                                          | 5 марта 2014                                | «Караискакис», Пирей, Греция                                         | Греция                                      | 2:0                                         | —                                           | Товарищеский матч                                                 |
| 57                                          | 28 мая 2014                                 | «Сеул Уорлд Кап Стэдиум», Сеул, Республика Корея                     | Тунис                                       | 0:1                                         | —                                           | Товарищеский матч                                                 |
| 58                                          | 9 июня 2014                                 | «Хард Рок-стэдиум», Майами, США                                      | Гана                                        | 0:4                                         | —                                           | Товарищеский матч                                                 |
| 59                                          | 17 июня 2014                                | «Арена Пантанал», Куяба, Бразилия                                    | Россия                                      | 1:1                                         | —                                           | Чемпионат мира по футболу 2014 (финальные игры, групповой этап)   |
| 60                                          | 22 июня 2014                                | «Бейра-Рио», Порту-Алегри, Бразилия                                  | Алжир                                       | 2:4                                         | —                                           | Чемпионат мира по футболу 2014 (финальные игры, групповой этап)   |
| 61                                          | 26 июня 2014                                | «Арена Коринтианс», Сан-Паулу, Бразилия                              | Бельгия                                     | 0:1                                         | —                                           | Чемпионат мира по футболу 2014 (финальные игры, групповой этап)   |
| 62                                          | 5 сентября 2014                             | «Пучхон Стэдиум», Пучхон, Республика Корея                           | Венесуэла                                   | 3:1                                         | —                                           | Товарищеский матч                                                 |
| 63                                          | 8 сентября 2014                             | «Коян», Коян, Республика Корея                                       | Уругвай                                     | 0:1                                         | —                                           | Товарищеский матч                                                 |
| 64                                          | 10 октября 2014                             | «Чхонан Стэдиум», Чхонан, Республика Корея                           | Парагвай                                    | 2:0                                         | —                                           | Товарищеский матч                                                 |
| 65                                          | 14 октября 2014                             | «Сеул Уорлд Кап Стэдиум», Сеул, Республика Корея                     | Коста-Рика                                  | 1:3                                         | —                                           | Товарищеский матч                                                 |
| 66                                          | 18 ноября 2014                              | «Азади», Тегеран, Иран                                               | Иран                                        | 0:1                                         | —                                           | Товарищеский матч                                                 |
| 67                                          | 10 января 2015                              | «Канберра-стэдиум», Канберра, Австралия                              | Оман                                        | 1:0                                         | —                                           | Кубок Азии по футболу 2015 (финальные игры, групповой этап)       |
| 68                                          | 13 января 2015                              | «Канберра-стэдиум», Канберра, Австралия                              | Кувейт                                      | 1:0                                         | —                                           | Кубок Азии по футболу 2015 (финальные игры, групповой этап)       |
| 69                                          | 17 января 2015                              | «Санкорп Стэдиум», Брисбен, Австралия                                | Австралия                                   | 1:0                                         | —                                           | Кубок Азии по футболу 2015 (финальные игры, групповой этап)       |
| 70                                          | 22 января 2015                              | «Прямоугольный стадион», Мельбурн, Австралия                         | Узбекистан                                  | 2:0 (д.в.)                                  | —                                           | Кубок Азии по футболу 2015 (финальные игры, 1/4 финала)           |
| 71                                          | 26 января 2015                              | «Австралия», Сидней, Австралия                                       | Ирак                                        | 2:0                                         | —                                           | Кубок Азии по футболу 2015 (финальные игры, 1/2 финала)           |
| 72                                          | 31 января 2015                              | «Австралия», Сидней, Австралия                                       | Австралия                                   | 1:2 (д.в.)                                  | —                                           | Кубок Азии по футболу 2015 (финальные игры, финал)                |
| 73                                          | 27 марта 2015                               | «Тэджон Уорлд Кап Стэдиум», Тэджон, Республика Корея                 | Узбекистан                                  | 1:1                                         | —                                           | Товарищеский матч                                                 |
| 74                                          | 31 марта 2015                               | «Сеул Уорлд Кап Стэдиум», Сеул, Республика Корея                     | Новая Зеландия                              | 1:0                                         | —                                           | Товарищеский матч                                                 |
| 75                                          | 3 сентября 2015                             | «Хвасон», Хвасон, Республика Корея                                   | Лаос                                        | 8:0                                         | —                                           | Отборочный матч чемпионата мира по футболу 2018                   |
| 76                                          | 8 сентября 2015                             | «Сайда», Сайда, Ливан                                                | Ливан                                       | 3:0                                         | —                                           | Отборочный матч чемпионата мира по футболу 2018                   |
| 77                                          | 8 октября 2015                              | «Аль-Кувейт», Эль-Кувейт, Кувейт                                     | Кувейт                                      | 1:0                                         | —                                           | Отборочный матч чемпионата мира по футболу 2018                   |
| 78                                          | 13 октября 2015                             | «Сеул Уорлд Кап Стэдиум», Сеул, Республика Корея                     | Ямайка                                      | 3:0                                         | 1                                           | Товарищеский матч                                                 |
| 79                                          | 12 ноября 2015                              | «Сувон Уорлд Кап Стэдиум», Сувон, Республика Корея                   | Мьянма                                      | 4:0                                         | —                                           | Отборочный матч чемпионата мира по футболу 2018                   |
| 80                                          | 17 ноября 2015                              | Новый национальный стадион Лаоса, Вьентьян, Лаос                     | Лаос                                        | 5:0                                         | 2                                           | Отборочный матч чемпионата мира по футболу 2018                   |
| 81                                          | 24 марта 2016                               | «Ансан Ва~», Ансан, Республика Корея                                 | Ливан                                       | 1:0                                         | —                                           | Отборочный матч чемпионата мира по футболу 2018                   |
| 82                                          | 27 марта 2016                               | «Супхачаласай», Бангкок, Таиланд                                     | Таиланд                                     | 1:0                                         | —                                           | Товарищеский матч                                                 |
| 83                                          | 1 июня 2016                                 | «Ред-булл-арена», Зальцбург, Австрия                                 | Испания                                     | 1:6                                         | —                                           | Товарищеский матч                                                 |
| 84                                          | 5 июня 2016                                 | «Эден Арена», Прага, Чехия                                           | Чехия                                       | 2:1                                         | —                                           | Товарищеский матч                                                 |
| 85                                          | 1 сентября 2016                             | «Сеул Уорлд Кап Стэдиум», Сеул, Республика Корея                     | Китай                                       | 3:2                                         | —                                           | Отборочный матч чемпионата мира по футболу 2018                   |
| 86                                          | 6 сентября 2016                             | Стадион Тунуку Абдула Рахмана, Негери-Сембилан, Малайзия             | Сирия                                       | 0:0                                         | —                                           | Отборочный матч чемпионата мира по футболу 2018                   |
| 87                                          | 6 октября 2016                              | «Сувон Уорлд Кап Стэдиум», Сувон, Республика Корея                   | Катар                                       | 3:2                                         | 1                                           | Отборочный матч чемпионата мира по футболу 2018                   |
| 88                                          | 11 октября 2016                             | «Азади», Тегеран, Иран                                               | Иран                                        | 0:1                                         | —                                           | Отборочный матч чемпионата мира по футболу 2018                   |
| 89                                          | 15 ноября 2016                              | «Сеул Уорлд Кап Стэдиум», Сеул, Республика Корея                     | Узбекистан                                  | 2:1                                         | —                                           | Отборочный матч чемпионата мира по футболу 2018                   |
| 90                                          | 23 марта 2017                               | «Хэлун», Чанша, Китай                                                | Китай                                       | 0:1                                         | —                                           | Отборочный матч чемпионата мира по футболу 2018                   |
| 91                                          | 28 марта 2017                               | «Сеул Уорлд Кап Стэдиум», Сеул, Республика Корея                     | Сирия                                       | 1:0                                         | —                                           | Отборочный матч чемпионата мира по футболу 2018                   |
| 92                                          | 7 июня 2017                                 | «Эмирейтс Клаб Стэдиум», Рас-эль-Хайма, ОАЭ                          | Ирак                                        | 0:0                                         | —                                           | Товарищеский матч                                                 |
| 93                                          | 13 июня 2017                                | Стадион шейха Хассима Бин Хамада, Доха, Катар                        | Катар                                       | 2:3                                         | 1                                           | Отборочный матч чемпионата мира по футболу 2018                   |
| 94                                          | 7 октября 2017                              | «ВЭБ Арена», Москва, Россия                                          | Россия                                      | 2:4                                         | —                                           | Товарищеский матч                                                 |
| 95                                          | 10 октября 2017                             | «Тиссот Арена», Биль, Швейцария                                      | Марокко                                     | 1:3                                         | —                                           | Товарищеский матч                                                 |
| 96                                          | 10 ноября 2017                              | «Сувон Уорлд Кап Стэдиум», Сувон, Республика Корея                   | Колумбия                                    | 2:1                                         | —                                           | Товарищеский матч                                                 |
| 97                                          | 14 ноября 2017                              | «Ульсан Мунсу», Ульсан, Республика Корея                             | Сербия                                      | 1:1                                         | —                                           | Товарищеский матч                                                 |
| 98                                          | 24 марта 2018                               | «Уиндзор Парк», Белфаст, Северная Ирландия                           | Северная Ирландия                           | 1:2                                         | —                                           | Товарищеский матч                                                 |
| 99                                          | 27 марта 2018                               | «Шлёнски», Хожув, Польша                                             | Польша                                      | 2:3                                         | —                                           | Товарищеский матч                                                 |
| 100                                         | 1 июня 2018                                 | «Чонджу Уорлд Кап Стэдиум», Чонджу (Республика Корея)                | Босния и Герцеговина                        | 1:3                                         | —                                           | Товарищеский матч                                                 |
| 101                                         | 7 июня 2018                                 | «Тиволи Ной», Инсбрук, Австрия                                       | Боливия                                     | 0:0                                         | —                                           | Товарищеский матч                                                 |
| 102                                         | 11 июня 2018                                | «Унтерсберг-Арена», Грёдиг, Австрия                                  | Сенегал                                     | 0:2                                         | —                                           | Товарищеский матч                                                 |
| 103                                         | 18 июня 2018                                | «Нижний Новгород», Нижний Новгород, Россия                           | Швеция                                      | 0:1                                         | —                                           | Чемпионат мира по футболу 2018 (финальные игры, групповой этап)   |
| 104                                         | 23 июня 2018                                | «Ростов Арена», Ростов-на-Дону, Россия                               | Мексика                                     | 1:2                                         | —                                           | Чемпионат мира по футболу 2018 (финальные игры, групповой этап)   |
| 105                                         | 7 сентября 2018                             | «Коян», Коян, Республика Корея                                       | Коста-Рика                                  | 2:0                                         | —                                           | Товарищеский матч                                                 |
| 106                                         | 11 сентября 2018                            | Главный стадион Азиады в Пусане, Республика Корея                    | Чили                                        | 0:0                                         | —                                           | Товарищеский матч                                                 |
| 107                                         | 12 октября 2018                             | «Сеул Уорлд Кап Стэдиум», Сеул, Республика Корея                     | Уругвай                                     | 2:1                                         | —                                           | Товарищеский матч                                                 |
| 108                                         | 16 октября 2018                             | «Чхонан Стэдиум», Чхонан, Республика Корея                           | Панама                                      | 2:2                                         | —                                           | Товарищеский матч                                                 |
| 109                                         | 31 декабря 2018                             | «Бани Яс», Абу-Даби, ОАЭ                                             | Саудовская Аравия                           | 0:0                                         | —                                           | Товарищеский матч                                                 |
| 110                                         | 7 января 2019                               | «Мактум ибн Рашид Аль Мактум», Дубай, ОАЭ                            | Филиппины                                   | 1:0                                         | —                                           | Кубок Азии по футболу 2019 (финальные игры, групповой этап)       |

Итого: 110 матчей / 10 голов; 58 побед, 22 ничьих, 30 поражений.

### Сводная статистика игр/голов за сборную
| Сборная          | Год              | Отборочные матчи ЧМ | Отборочные матчи ЧМ | Финальные матчи ЧМ | Финальные матчи ЧМ | Отборочные матчи КА | Отборочные матчи КА | Финальные матчи КА | Финальные матчи КА | Товарищеские матчи | Товарищеские матчи | Итого | Итого |
| Сборная          | Год              | Игры                | Голы                | Игры               | Голы               | Игры                | Голы                | Игры               | Голы               | Игры               | Голы               | Игры  | Голы  |
| ---------------- | ---------------- | ------------------- | ------------------- | ------------------ | ------------------ | ------------------- | ------------------- | ------------------ | ------------------ | ------------------ | ------------------ | ----- | ----- |
| Южная Корея      | 2008             | 4                   | 1                   | —                  | —                  | —                   | —                   | —                  | —                  | 2                  | 1                  | 6     | 2     |
| Южная Корея      | 2009             | 5                   | 1                   | —                  | —                  | —                   | —                   | —                  | —                  | 7                  | 1                  | 12    | 2     |
| Южная Корея      | 2010             | —                   | —                   | 4                  | 0                  | —                   | —                   | —                  | —                  | 9                  | 0                  | 13    | 0     |
| Южная Корея      | 2011             | 3                   | 0                   | —                  | —                  | —                   | —                   | 6                  | 1                  | 6                  | 0                  | 15    | 1     |
| Южная Корея      | 2012             | 5                   | 0                   | —                  | —                  | —                   | —                   | —                  | —                  | —                  | —                  | 5     | 0     |
| Южная Корея      | 2013             | 1                   | 0                   | —                  | —                  | —                   | —                   | —                  | —                  | 5                  | 0                  | 6     | 0     |
| Южная Корея      | 2014             | —                   | —                   | 3                  | 0                  | —                   | —                   | —                  | —                  | 8                  | 0                  | 11    | 0     |
| Южная Корея      | 2015             | 5                   | 2                   | —                  | —                  | —                   | —                   | 6                  | 0                  | 3                  | 1                  | 14    | 3     |
| Южная Корея      | 2016             | 6                   | 1                   | —                  | —                  | —                   | —                   | —                  | —                  | 3                  | 0                  | 9     | 1     |
| Южная Корея      | 2017             | 3                   | 1                   | —                  | —                  | —                   | —                   | —                  | —                  | 5                  | 0                  | 8     | 1     |
| Южная Корея      | 2018             | —                   | —                   | 2                  | 0                  | —                   | —                   | —                  | —                  | 10                 | 0                  | 12    | 0     |
| Южная Корея      | 2019             | —                   | —                   | —                  | —                  | —                   | —                   | 1                  | 0                  | —                  | —                  | 1     | 0     |
| Всего за карьеру | Всего за карьеру | 32                  | 6                   | 9                  | 0                  | 0                   | 0                   | 13                 | 1                  | 58                 | 3                  | 112   | 10    |

## Стиль игры
Ки считается одним из самых перспективных азиатских футболистов современности. Сильными качествами Сон Ёна, как футболиста, являются отличное видение поля, точный и сильный удар, умелый дриблинг, за которые от болельщиков и специалистов он получил прозвище «корейский Стивен Джеррард». 22 сентября 2009 года Ки получил от спортивного интернет-ресурса «Sky Sports» скаутский рейтинг 62/80, что сделало корейца одним из самых востребованых футболистов на мировом трансферном рынке.

В своё время игра Ки впечатлила наставника «Селтика» Нила Леннона, который охарактеризовал корейца так: 
Безусловно, Сон Ён — очень важный игрок для нашего клуба. Я оцениваю уровень его выступлений очень высоко, и в будущем, уверен, он сможет вырасти в футболиста экстра-класса. Все в нашей команде рады, что Ки играет именно у нас. Со времени прихода Сон Ёна в стан «кельтов» его прогресс не останавливается ни на минуту. Из его сильных качеств я выделю сразу несколько — хладнокровность, уверенный контроль мяча, умение отдать точный пас на любое расстояние и, конечно, изумительный удар с различных, даже самых дальних, дистанций.

## Достижения

### Командные достижения
«Сеул»
- Обладатель Кубка южнокорейской лиги: 2006
- Финалист Кубка южнокорейской лиги: 2007
- Финалист Кубка Южной Кореи: 2022

«Селтик»
- Чемпион Шотландии: 2011/12
- Обладатель Кубка Шотландии: 2010/11
- Финалист Кубка шотландской лиги (2): 2010/11, 2011/12

«Суонси Сити»
- Обладатель Кубка английской лиги: 2012/13

«Сандерленд»
- Финалист Кубка английской лиги: 2013/14

Сборная Южной Кореи
- Серебряный призёр Кубка Азии: 2015
- Бронзовый призёр Кубка Азии: 2011
- Бронзовый призёр Олимпийских игр: 2012

### Личные достижения
- Символическая сборная чемпионата Южной Кореи (2): 2008, 2009
- Молодой игрок года в Азии: 2009
- Молодой игрок месяца шотландской Премьер-лиги: октябрь 2010
- Игрок года по версии Корейской Футбольной Ассоциации (2): 2011, 2012

## Личная жизнь
В марте 2013 года Ки подтвердил, что он встречался с актрисой Хан Хё Чжин, в мае пара объявила о своей помолвке. Регистрация брака состоялась 25 июня 2013 года, а 1 июля в сеульском отеле «InterContinental» была сыграна свадьба. Оба набожные христиане.
Хан Хё Чжин дебютировала как актриса в 2002 году, снявшись в мини-сериале «Друзья». Прорывом для неё стала роль молодой вдовы в популярной многосерийной драме 2005 года «Будь сильной, Гем Сун». Среди наиболее известных главных ролей актрисы: Сосеоно в исторической эпопее «Летопись трёх царств: Повесть о Чумоне», первая корейская женщина-врач западной медицины в телесериале «Цецзювон» и снайпер в фильме по мотивам манхвы «26 лет». Она также вела популярное ток-шоу «Лагерь исцеления» с 2011 по 2013 год.
Ки поддерживает дружеские отношения с другими известными корейскими футболистами: Ли Чхон Ён и Ку Джа Чхоль.
22 февраля 2015 года стало известно, что семья ожидает пополнение. 13 сентября у пары родилась дочь.